# Yotam Hanochi
Yotam Hanochi (in ebraico יותם חנוכי‎?; Afula, 8 dicembre 2000) è un cestista israeliano.